# Jean Audiat
Jean Audiat (geboren am 9. November 1903 in Pranzac; gestorben am 16. April 1991 in Gelos) war ein französischer Klassischer Archäologe und Gräzist.

Jean Audiat, Sohn eines Rhetoriklehrers am Lycée Janson de Sailly in Paris, studierte Geisteswissenschaft und wurde nach der Agrégation Mitglied der École française d’Athènes, an der er von 1928 bis 1931 arbeitete. Während dieser Zeit nahm er an den französischen Ausgrabungen in Delphi und Delos teil. Im Anschluss wurde er Chargé de cours an der Universität Besançon. In gleicher Position wechselte er 1937 an die geisteswissenschaftliche Fakultät der Universität Bordeaux. Diese Tätigkeit wurde unterbrochen von seinem Wehrdienst zu Beginn des Zweiten Weltkriegs in den Jahren 1939–1940. Ab 1947 lehrte er als Maître de conférences und Honorarprofessor bis 1974 griechische Literatur in Bordeaux. In dieser Position leitete er zudem von 1947 bis 1970 die an der Universität ansässige wissenschaftliche Fachzeitschrift Revue des études anciennes. 
Jean Audiat, Mitglied der Association des études grecques seit 1932, war gleichermaßen Archäologe und Philologe. Promoviert wurde er aber 1969 für seine wissenschaftlichen Arbeiten auf dem Gebiet der Klassischen Archäologie: die Publikationen des Schatzhauses der Athener in Delphi und des Gymnasion in Delos. Weitere Schwerpunkte seines archäologischen Forschungsinteresses waren die attische Keramik schwarzfigurigen Stils sowie deren Vorläufer, die protoattische Keramik. Wie die archaische Kunst interessierte ihn die archaische Literatur ab Homer, zu dessen Werk er eine besondere Beziehung hatte. Doch widmete er sich genauso den griechischen Historikern, Rednern und Philosophen. Aus der Betrachtung und Erforschung literarischer wie materieller Quellen versuchte er Alltagsleben, Mentalität und religiöse Konzepte der antiken griechischen Gesellschaft zu erfassen. Maurice Holleaux und Edmond Pottier gehörten zu den von Jean Audiat verehrten Vorbildern.

## Publikationen (Auswahl)
- Le Trésor des Athéniens  (= Fouilles de Delphes. Band 2: Topographie et Architecture. Teil 1). De Boccard, Paris 1933.
- Le gymnase (= Exploration Archéologique de Délos. Band 28). De Boccard, Paris 1970.